# رزا لین
رزا کوستانیان (ارمنی: Ռոզա Կոստանդյան معروف به رزا لین ارمنی: Ռոզա Լին؛ زادهٔ ۲۰۰۰) خواننده، ترانه‌سرا و تهیه‌کننده موسیقی اهل ارمنستان است. وی نماینده ارمنستان در مسابقه آواز یوروویژن ۲۰۲۲ در تورین، ایتالیا بود.